# Eendracht Elene-Grotenberge

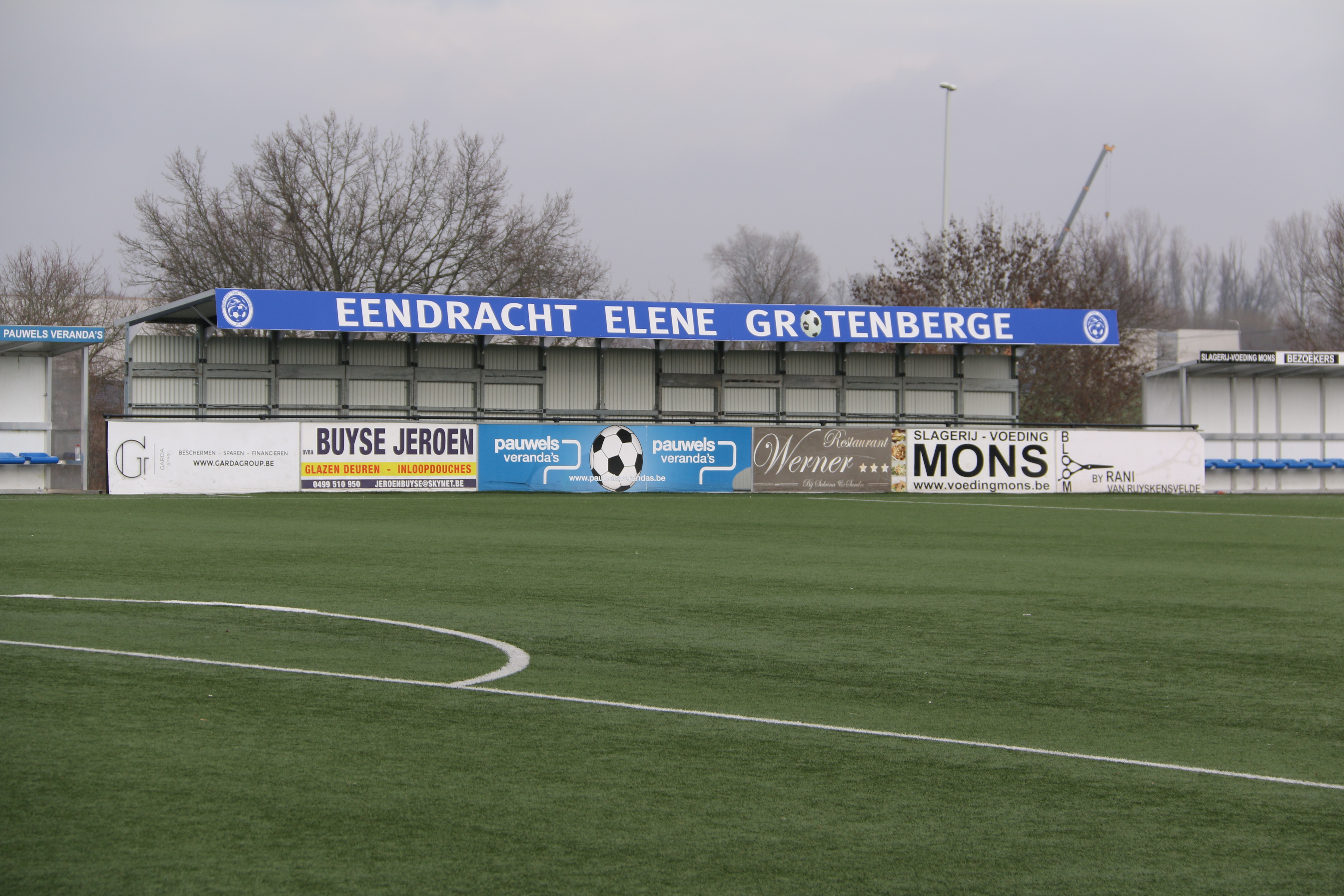
Eendracht Elene-Grotenberge

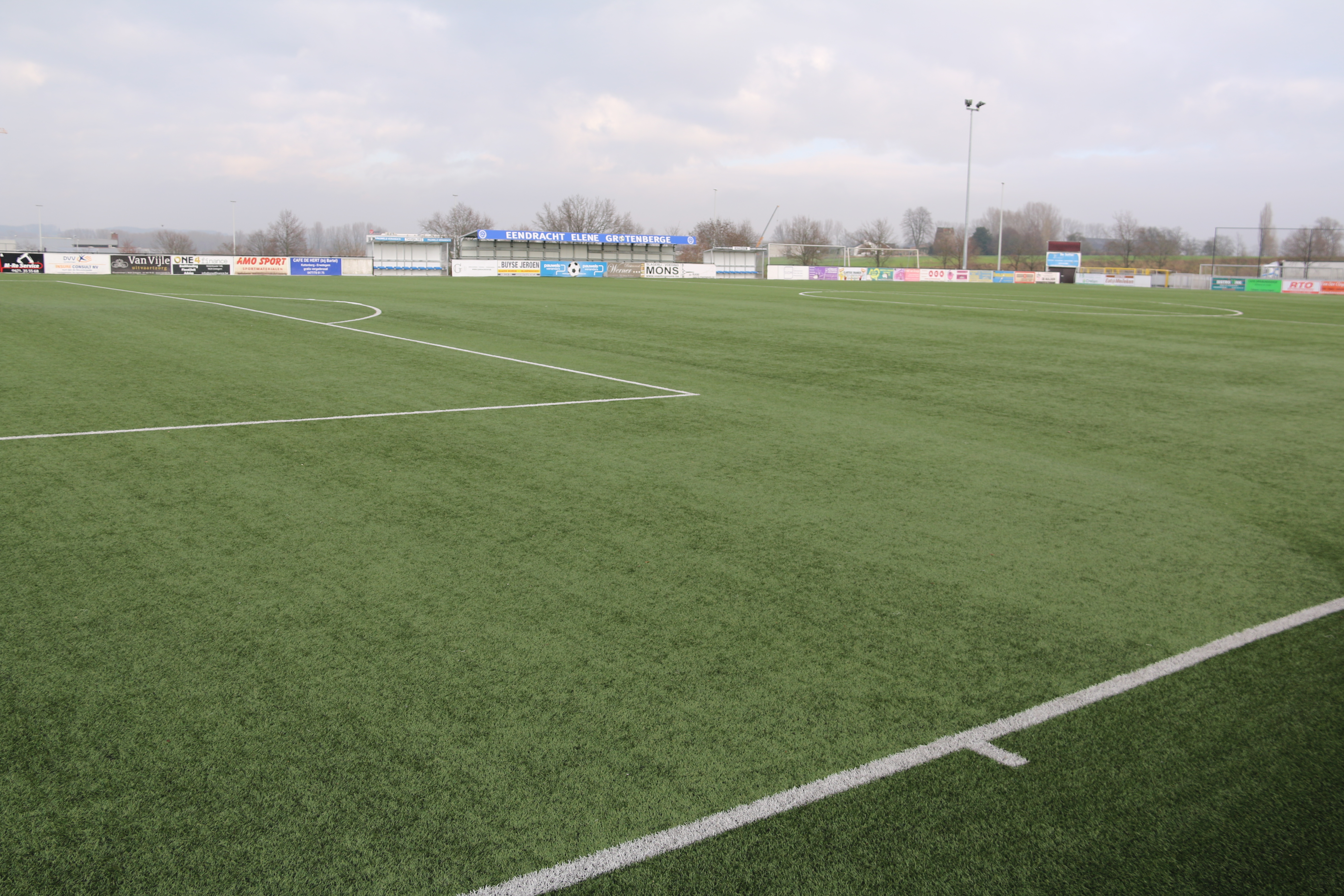
Eendracht Elene-Grotenberge

Eendracht Elene-Grotenberge is een Belgische voetbalclub uit Zottegem. De club is aangesloten bij de KBVB Voetbal Vlaanderen met stamnummer 3861 en heeft blauw en wit als clubkleuren. De club speelde haar hele bestaan in de provinciale reeksen, maar promoveerde in 2022 naar de  3de Afdeling VV.

## Ontstaan
In juli 2013 maakten Eendracht Grotenberge en Eendracht Elene hun fusieplannen bekend. Beide clubs fusioneerden in 2014 tot Eendracht Elene-Grotenberge, dat verder speelde met stamnummer 3861 van Grotenberge. Er werden 2 eerste ploegen opgericht: een A-ploeg die tijdens het seizoen 2014/2015 uitkomt in 2de Prov. Oost-Vlaanderen en een B-ploeg die tijdens het seizoen 2014/2015 uitkomt in 4de Prov. Oost-Vlaanderen. De A-ploeg komt momenteel uit in 3de Afdeling VV, de B-ploeg in  3de Prov. Oost-Vlaanderen.

## Erelijst

### Eendracht Elene-Grotenberge A
2014/15: Kampioen 2e Provinciale B OVL: Op de laatste speeldag van de competitie wint Eendracht Elene-Grotenberge A met 4-0 van FC Bonanza en kroont zich tot kampioen van 2e Provinciale B OVL.

### Eendracht Elene-Grotenberge B
2014/15: Winnaar eindronde 4e Provinciale OVL: Eendracht Elene-Grotenberge B eindigt 4e in de reguliere competitie en plaatst zich zo voor de eindronde. Hierin verslaat het WS Sombeke met 2-4 en promoveert de ploeg naar 3e Provinciale.

## Geschiedenis

### Eendracht Grotenberge
De club sloot zich tijdens de Tweede Wereldoorlog aan bij de Belgische Voetbalbond als Eendracht Grotenberge. Grotenberge ging in de provinciale reeksen spelen, waar het de volgende decennia bleef spelen met wisselend succes. De club had rood en zwart als kleuren.
In het seizoen 2010/11 eindigde Eendracht Grotenberge op een vierde plaats in Vierde Provinciale C en men mocht zo naar de promotie-eindronde in een poule met SK Opbrakel en VV Horebeke. Thuis versloeg men Opbrakel met 1-0 en in Horebeke werd het 1-1. Horebeke versloeg op de laatste speeldag Opbrakel met 0-3 en werd groepswinnaar met een beter doelsaldo. Door het verloop in de andere poules eindigde Eendracht Grotenberge niet bij de twee beste tweedes en werd de promotie naar Derde Provinciale gemist. In de zomer van 2011 werd echter FC Brakel van de bondslijsten geschrapt, waardoor een plaats vrijkwam in Derde Provinciale en Grotenberge toch kon promoveren.

### Eendracht Elene
De ploeg werd opgericht halverwege de jaren 70, maar was de eerste drie decennia actief in het liefhebbersvoetbal. Voor de overstap richting KBVB was men actief in het KKVS (Koninklijk Katholiek Sportverbond) afdeling Oost-Vlaanderen.
In 2004 werd uiteindelijk de overstap gemaakt naar de KBVB, waar men van start ging op het allerlaagste niveau, Vierde Provinciale. In 2006 dwong Elene de promotie af naar Derde Provinciale. In 2011 mocht ook in die reeks de titel gevierd worden en promoveerde men verder naar Tweede Provinciale.

## Resultaten
| Seizoen                                                  | Klasse | Klasse | Klasse | Klasse | Klasse | Klasse | Klasse | Klasse | Klasse | Reeks                | Punten | Opmerkingen                                    |
| -------------------------------------------------------- | ------ | ------ | ------ | ------ | ------ | ------ | ------ | ------ | ------ | -------------------- | ------ | ---------------------------------------------- |
|                                                          | I      | I      | II     | III    | IV     | P.1    | P.2    | P.3    | P.4    |                      |        |                                                |
| 2014/15                                                  |        |        |        |        |        |        | 1      |        |        | Tweede provinciale A | 59     | Promotie                                       |
| 2015/16                                                  |        |        |        |        |        | 5      |        |        |        | Eerste provinciale   | 47     |                                                |
| Vanaf 2016-17 zijn er 3 nationale en 2 regionale niveaus |        |        |        |        |        |        |        |        |        |                      |        |                                                |
|                                                          | 1A     | 1B     | 1Am    | 2Am    | 3Am    | P.1    | P.2    | P.3    | P.4    |                      |        |                                                |
| 2016/17                                                  |        |        |        |        |        | 4      |        |        |        | Eerste provinciale   | 50     |                                                |
| 2017/18                                                  |        |        |        |        |        | 7      |        |        |        | Eerste provinciale   | 48     |                                                |
| 2018/19                                                  |        |        |        |        |        | 7      |        |        |        | Eerste provinciale   | 46     |                                                |
| 2019/20                                                  |        |        |        |        |        | 3      |        |        |        | Eerste provinciale   | 45     | Seizoen vroegtijdig stopgezet wegens COVID 19. |
| 2020/21                                                  |        |        |        |        |        | -      |        |        |        | Eerste provinciale   | -      | Seizoen geschrapt wegens COVID 19.             |
| 2021/22                                                  |        |        |        |        |        | 2      |        |        |        | Eerste provinciale   | 65     | Promotie via eindronde.                        |
| 2022/23                                                  |        |        |        |        | 11     |        |        |        |        | Derde Afdeling A     | 34     |                                                |
| 2023/24                                                  |        |        |        |        | 12     |        |        |        |        | Derde Afdeling A     | 34     |                                                |
| 2024/25                                                  |        |        |        |        | 12     |        |        |        |        | Derde afdeling A     | 36     |                                                |
| 2025/26                                                  |        |        |        |        |        |        |        |        |        | Derde afdeling A     |        |                                                |